# سینمای کوزوو

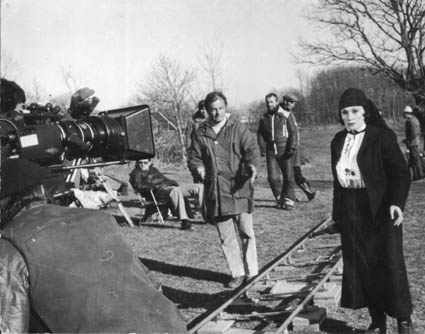
وقتی بهار دیر می‌آید (۱۹۷۹) ساخته اکرم کریزیو از مهم‌ترین فیلم‌های زبان آلبانیایی سینمای کوزوو

سینمای کوزوو زمانی که این سرزمین استان سوسیالیستی خودمختار کوزوو نامیده می‌شد فعالیت خود را پس از تأسیس کوزووفیلم (Kosovafilm) در ۲۰ فوریه ۱۹۶۹ آغاز کرد. کوزووفیلم از دهه ۷۰ تا قبل از استقلال کوزوو از صربستان، فیلم‌های کوتاه، مستند، انیمیشن و بعداً فیلم‌های بلند به زبان آلبانیایی تولید می‌کرد. چرا که بیشتر قومیت این جمهوری را از چند سده پیش آلبانی‌تبارها تشکیل می‌دهند، ۴ درصد صرب و ۴ درصد دیگر اقوام نیز در این سرزمین هستند. دین بیشتر مردم اسلام است، اما اقلیت‌های ارتدوکس و کاتولیک و دین‌های دیگر نیز در آن ساکن هستند. تا قبل از شروع جنگ جهانی دوم ۷ سینما در شهرهای کوزوو شامل پریشتینا، پریزرن، میترویتسا، گنییلان، اوروشواس، جاکوویسا و پچ وجود داشت.
از مهم‌ترین سینماگران اهل کوزوو اکرم کریزیو با فیلم وقتی بهار دیر می‌آید (۱۹۷۹)، آلسی کسیا با فیلم نگهبانان مه (۱۹۸۸) و همچنین جحت قرج، انور پتروچی، فلوری سیارینا و کان لاجچی قابل اشاره‌اند.
در سال ۱۹۷۱ دپارتمان توزیع در کوزوافیلمی تأسیس شد. زمینه فعالیت این دپارتمان فیلم‌هایی با حق نمایش منحصر برای یوگسلاوی و کشورهای بالکان بود. از ۱۹۷۱ تا ۲۰۰۸ بیش از ۲۰۰ فیلم سینمایی بلند توسط کوزووفیلم تولید و پخش گردید. پس از استقلال کوزوو از صربستان، از سال ۲۰۰۸، مرکز سینمایی کوزوا (Kosova’s Cinematography Center) نهاد اصلی فیلم‌سازی در این کشور است.